# رسمة فنية لفرعون يضرب أسد برمح
رسمة فنية لفرعون يضرب أسدًا برمح تعد شقفة مرسومة من الأسرة العشرين في مصر (حوالي 1186-1070 قبل الميلاد، وهي جزء من عصر الرعامسة) وهي موجودة في مجموعة متحف متروبوليتان للفنون .

## التاريخ القديم والتشكيل
هذه قطعة من الحجر الجيري مرسومة بالحبر. لقد كان رسمًا تجريبيًا لكن لم يعثر أحد على الرسم النهائي في أي مقبرة كما أن الشكل لا يتوافق مع نسب المملكة الجديدة التي تم التخلص منها في وادي الملوك. تم اكتشافها في مقبرة توت عنخ آمون ، قرب المدخل، خلال أعمال التنقيب في 1920.

## الوصف والتفسير
يصور العمل فرعون من عصر الرعامسة يقتل أسدًا ويرمز هذا الأسد إلى أعداء مصر. يحتوي ظهر العمل على جزء من نص هيراطيقي يقول: «ذبح كل أرض أجنبية ، فرعون - أطال الإله عمره وجعله ينجح ويتمتع بصحة جيدة». النص الهيراطي هو مصطلح للكتابة المتصلة، والتي كانت ظهرت وتطورت منذ وقت مبكر من الأسرة الثانية.

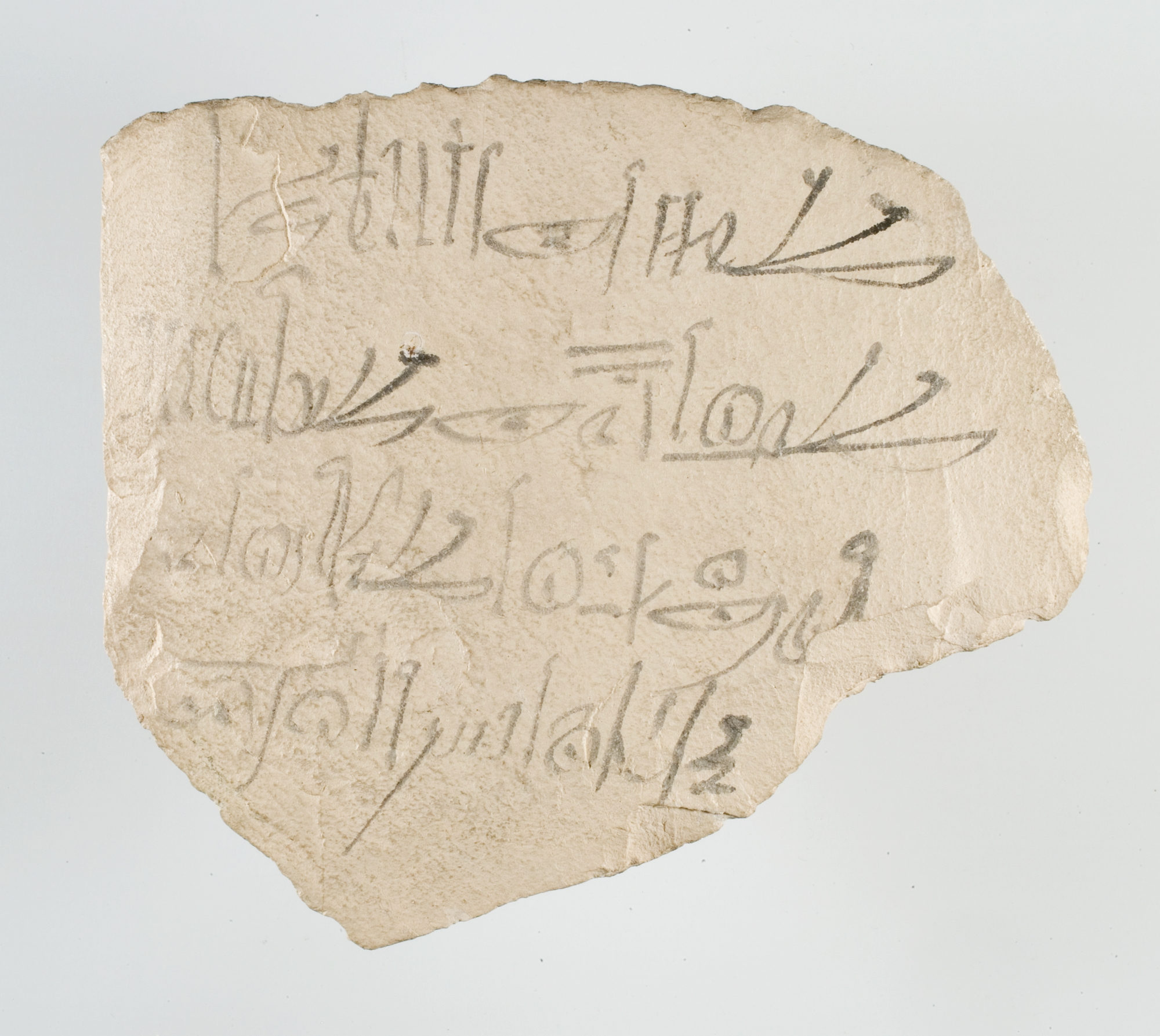
ظهر الشقفة المرسومة، عليها النص الهيراطيقي

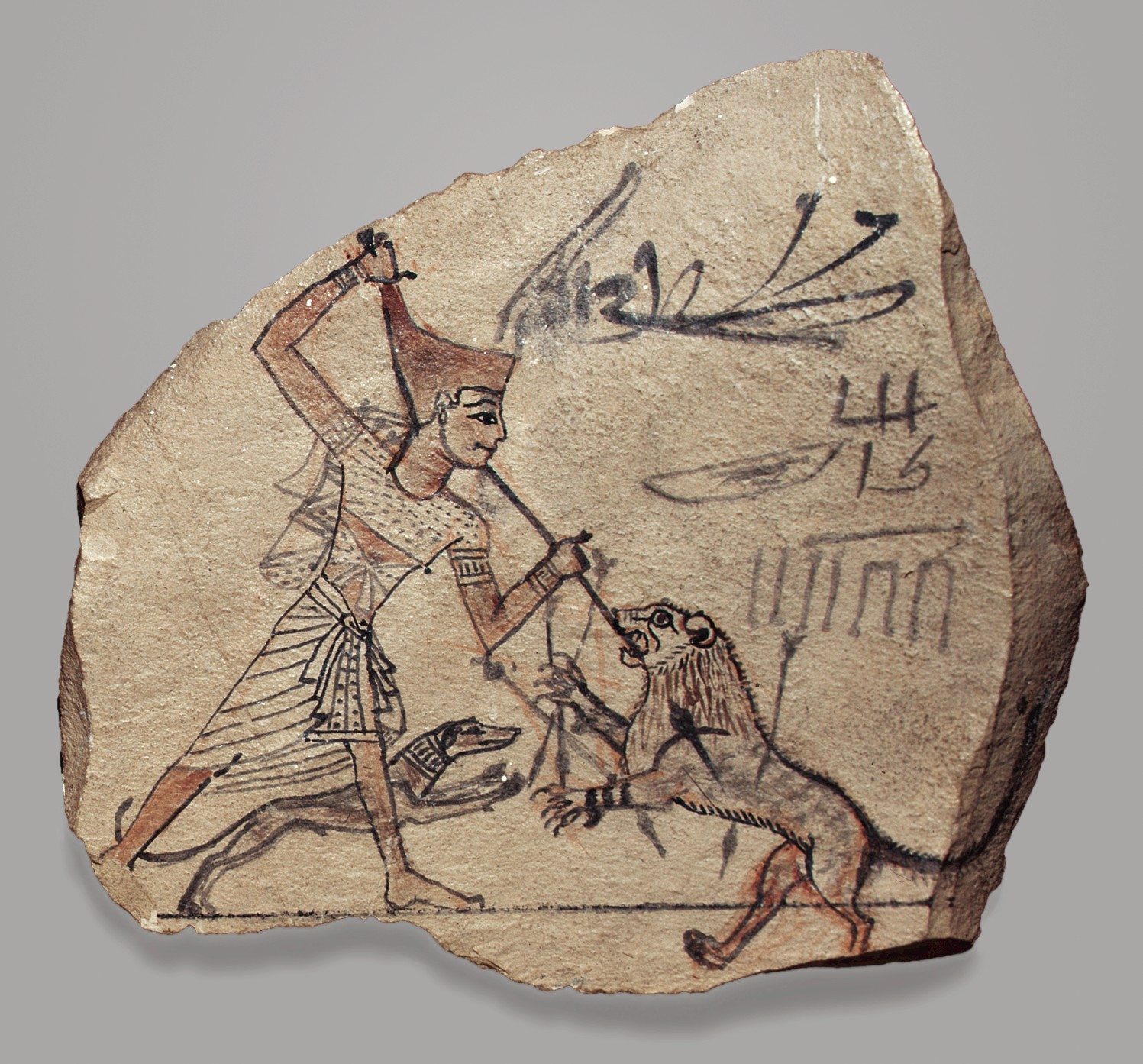
واجهة الشقفة المرسومة، عليها صورة مجازية